# Abulhasan Banisadr
Abulhasan Banisadr (perz. ابوالحسن بنی‌صدر, Hamadan, 22. ožujka 1933.), iranski političar i prvi predsjednik Islamske Republike Iran. 

## Životopis
Abulhasan Banisadr je rođen u Hamadanu na zapadu Irana i studirao je na Sveučilištu u Teheranu i Sorboni u Parizu. Iako je sin ajatolaha koji je podržavao puč iz 1953. godine, Banisadr je podržavao ideje svrgnutog premijera Muhameda Mosadeka i bio je aktivan u antimonarhističkim organizacijama kao što su Nacionalni Front i Pokret za oslobođenje. Nakon revolucije, Banisadr je 4. veljače 1980. kao neovisni kandidat izabran za prvog predsjednika Irana. Sredinom sljedeće godine došlo je do unutarnjih političkih sukoba prilikom kojih su marksisti predvođeni Narodnim mudžahedinima Irana (MEK) pokušali srušiti vladu, a Banisadrova podrška neuspješnom puču rezultirala je oduzimanjem predsjedničkih ovlasti od parlamenta i vrhovnog vođe Imama Homeinija. Banisadr potom uz pomoć MEK-a odlazi u Francusku gdje se angažira kao protuvladin aktivist u tzv. Iranskom nacionalnom vijeću otpora. Njegov nasljednik na mjestu predsjednika Muhamed-Ali Radžai ubijen je u terorističkom napadu Narodnih mudžahedina Irana (MEK) niti mjesec dana nakon preuzimanja dužnosti.

## Vanjske poveznice
- Abulhasan Banisadr: Obama i Netanjahu dobro znaju da nemamo atomsku bombu. Napast će nas zbog nafte